# Frangepán-várkastély (Kraljevica)
A Frangepán-várkastély egy 17. századi erődített kastélyépület Horvátországban, Kraljevica városában.

## Fekvése
A város központjában, egy a tenger felett emelkedő dombon áll, látványa uralja a környezetét.

## Története
Frangepán-kastély (Novi grad) egy a tenger felett emelkedő dombon áll. A négyszögletes alaprajzú várkastélyt 1650-ben Zrínyi Péter kezdte el építtetni sarkain hengeres tornyokkal késő reneszánsz stílusban, de többnyire barokk részletekkel. Építője nem ismert, de Zrínyi Péter gazdasági és politikai kapcsolatai alapján feltételezhetően velencei főépítésze volt. Az egykor főúri pompával berendezett kastély berendezéséből mára semmi sem maradt. A Zrínyi-Frangepán összeesküvés után teljesen kifosztották, a berendezést, a képeket, a szobrokat, a faragott köveket, a mázas cserépkályhákat, a diófa ajtószárnyakat, de még az ablaküvegeket és a nyílászáró vasalatokat is ellopták. Zrínyi Ádám halála után kaszárnyává, majd katonai kórházzá alakították át. A jezsuiták akik 1883-tól voltak tulajdonosai egy második szintet építettek rá és megváltoztatták alaprajzi elrendezését.

## Mai állapota
A várkastély mai formájában egy kétemeletes, négyszög alaprajzú épület, sarkain hengeres tornyokkal, zárt belső udvarral. Az alagsorban raktárak voltak elhelyezve, míg a földszintet és az emeletet pompás átrium övezte. Belső udvarának közepén ciszterna található káváján a Frangepánok és a Zrínyiek címerével. A kastély nyugati szárnya alatt boltozott földalatti helyiségek találhatók, melyek valószínűleg börtönként szolgálhattak. A kastély mai formájában egy meglehetősen tágas épületegyüttes. A külső udvarát egy külön fallal övezték. A főbejárat az északkeleti homlokzaton található, de a jezsuiták a város felé néző homlokzat előtt egy kiskaput is kialakítottak egy előudvarral.